# Porto d'Ozom

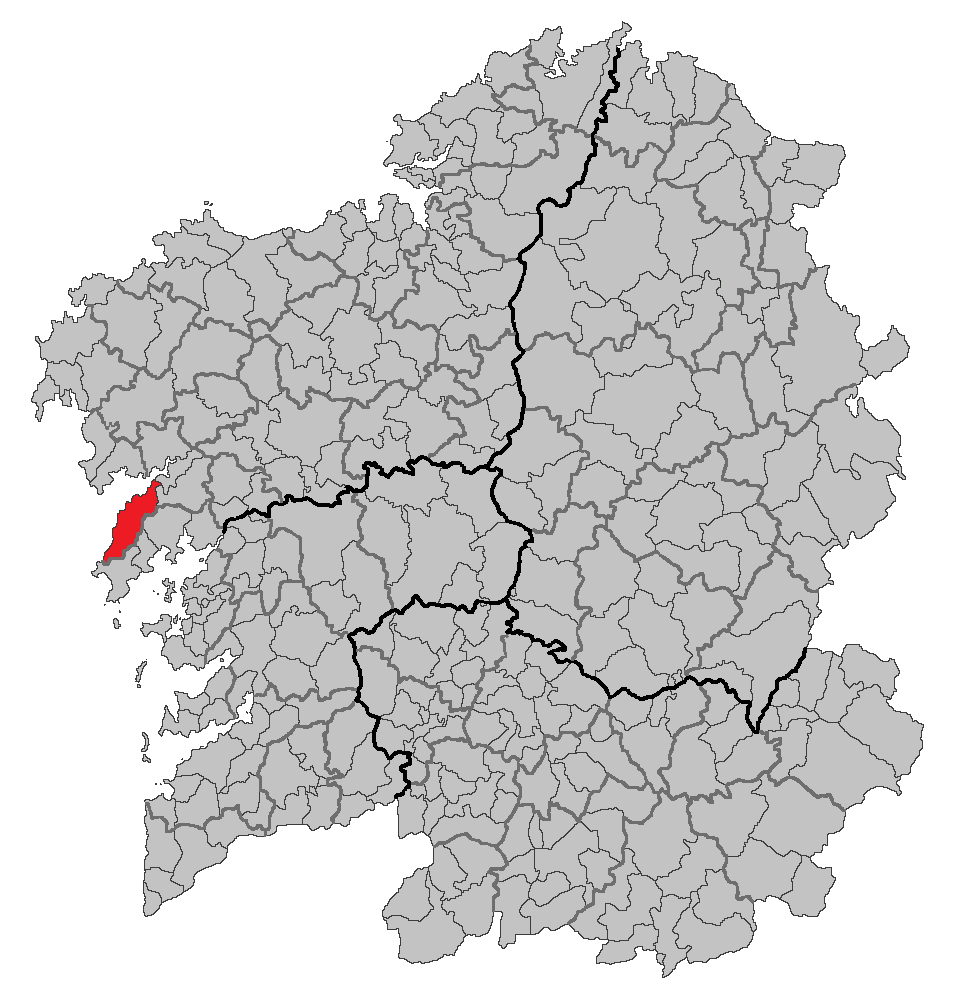
Localização de Porto do Son

Porto d'Ozom (Porto do Son; em castelhano; Puerto del Son) é um município da Espanha na província
da Corunha, comunidade autónoma da Galiza, de área 95,18 km² com população de 9 899 habitantes (2007) e densidade populacional de 105,47 hab/km².

## Demografia
| Variação demográfica do município entre 1991 e 2004 | Variação demográfica do município entre 1991 e 2004 | Variação demográfica do município entre 1991 e 2004 | Variação demográfica do município entre 1991 e 2004 |
| --------------------------------------------------- | --------------------------------------------------- | --------------------------------------------------- | --------------------------------------------------- |
| 1991                                                | 1996                                                | 2001                                                | 2004                                                |
| 10 709                                              | 10 586                                              | 10 132                                              | 10 039                                              |

## Património edificado
- Torre de Orseño, na paróquia de Nebra.

### Galeria de imagens

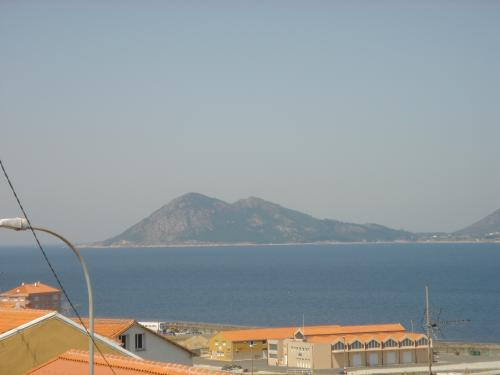
Monte Louro desde Porto do Son
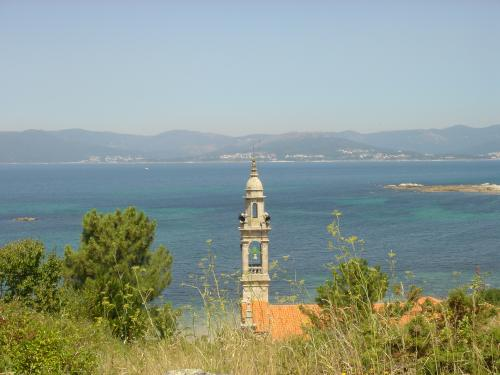
Igreja Porto do Son
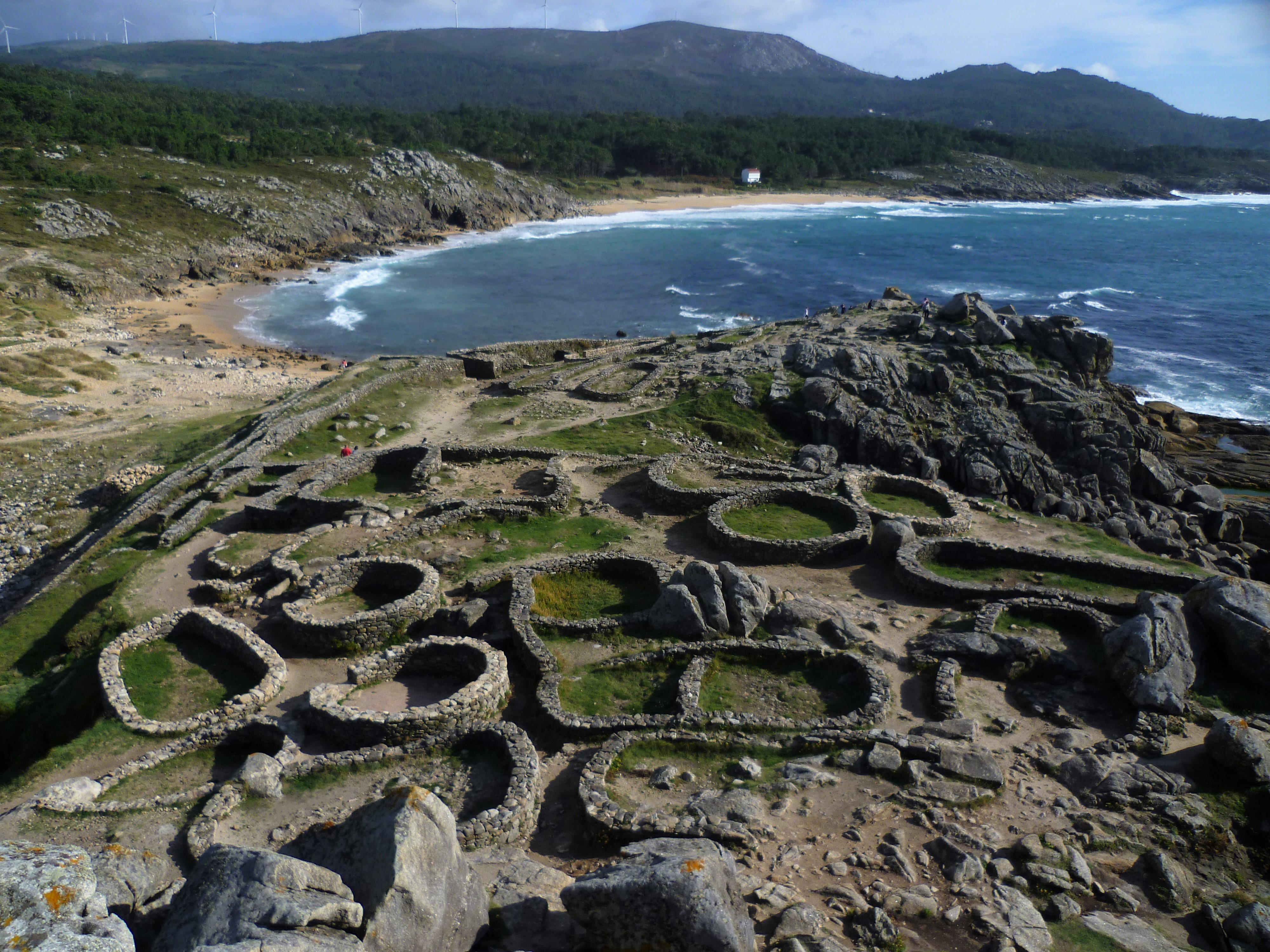
Castro de Baroña
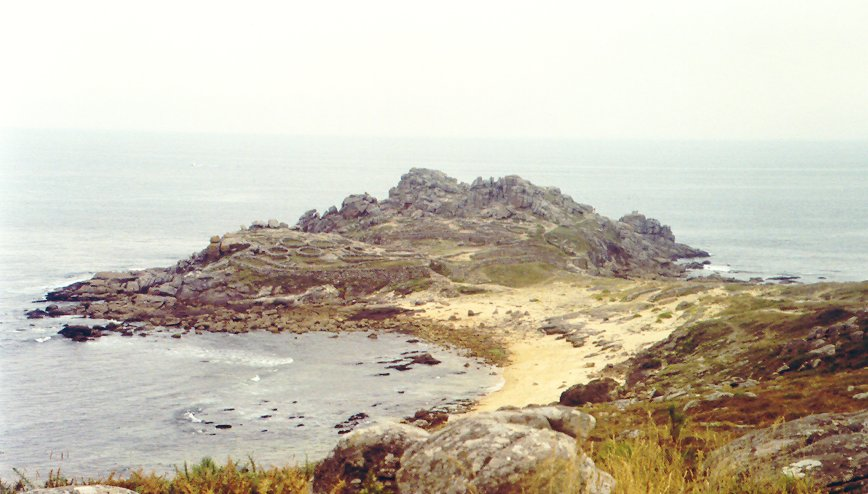
Castro de Baroña